# Gespleten eikenblaasmijnmot
De gespleten eikenblaasmijnmot (Ectoedemia subbimaculella) is een vlinder uit de familie dwergmineermotten (Nepticulidae). De wetenschappelijke naam is voor het eerst geldig gepubliceerd in 1828 door Haworth.
De soort komt voor in Europa.